# Orientare

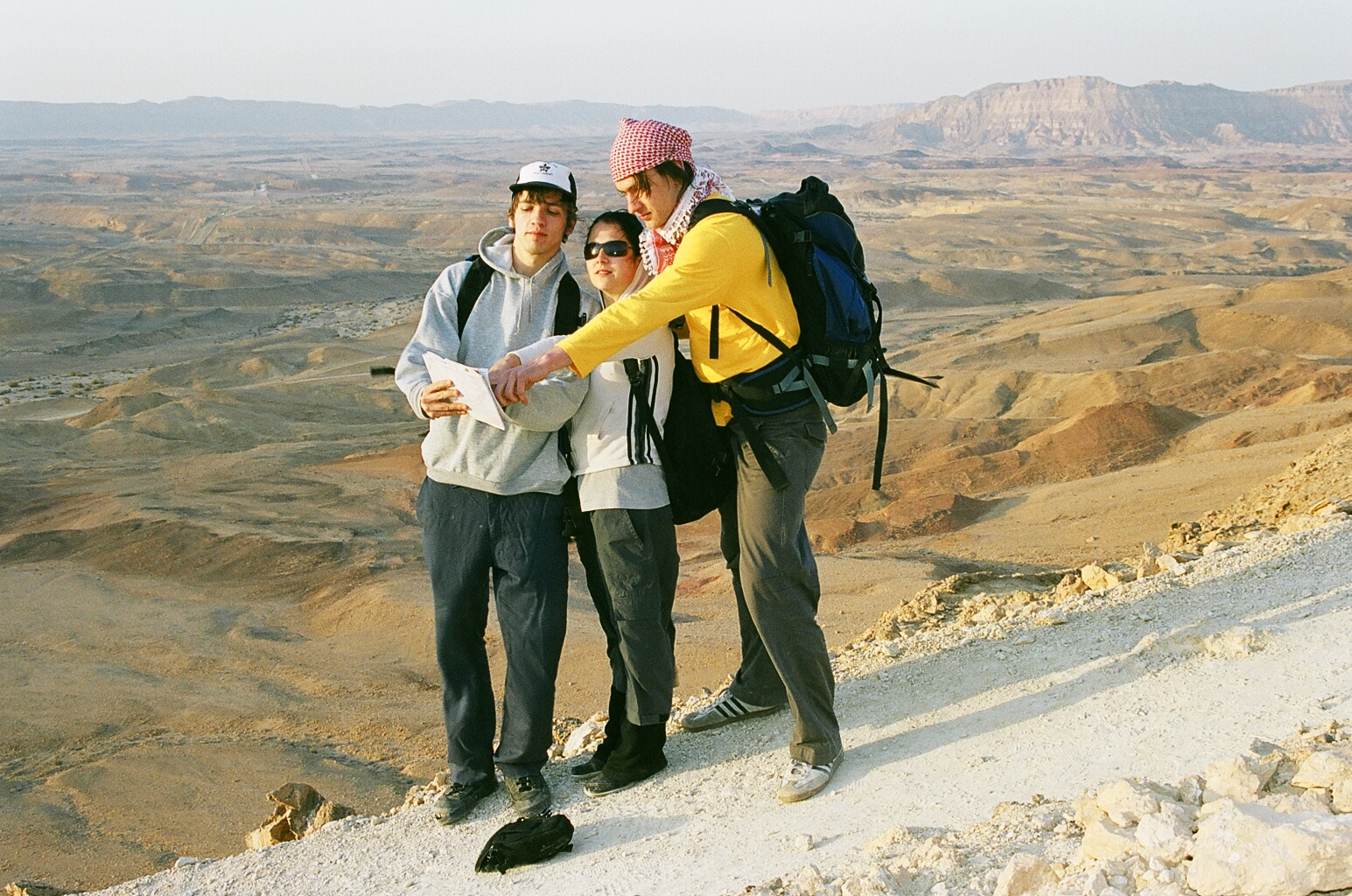
Orientarea pe teren cu ajutorul unei hărţi

- Orientarea reprezintă procesul comportamental prin care organismul are capacitatea de a localiza corect în timp și spațiu sistemele proprii și cele ale lumii înconjurătoare, în vederea realizării acțiunii voite. Activitatea de orientare este un element important al stării vigile.